# Амта-Бургуста
Амта-Бургуста (калм. Әмтә Бурһста) — малая река в Кетченеровском районе Калмыкии. Берёт своё начало в северных Ергенях в балке Амта-Бургуста и течёт преимущественно с запада на восток. Теряется у подножия Ергеней на Прикаспийской низменности близ посёлка Бургсун. Длина реки — 23 км, площадь водосборного бассейна — 99 км².

## Название
Название реки можно перевести как «вкусная вербовая» (от калм. Әмтәхн — вкусный; сладкий; сдобный; сочный и калм. Бурһста — место, где растёт верба (совм. п от калм. бурһсн — верба))

## Физико-географическая характеристика
Исток реки расположен в северо-западной части посёлка Кетченеры. Площадь водосборного бассейна невелика и составляет 99 км².
Количество атмосферных осадков, выпадающих в бассейне реки Амта-Бургуста, невелико и уменьшается в направлении с запада на восток. Верховья реки согласно классификация климатов Кёппена расположены в пределах зоны влажного континентального климата с жарким летом и умеренно холодной зимой (индекс Dfa). Как и у других рек бессточной области Западно-Каспийского бассейна вследствие значительно испарения в весенне-летний период роль дождевого питания невелика. Питание реки преимущественно родниковое. В период снеготаяния возможны паводки.
| Климатограмма Кетченер                          | Климатограмма Кетченер | Климатограмма Кетченер | Климатограмма Кетченер | Климатограмма Кетченер | Климатограмма Кетченер | Климатограмма Кетченер | Климатограмма Кетченер | Климатограмма Кетченер | Климатограмма Кетченер | Климатограмма Кетченер | Климатограмма Кетченер |
| ----------------------------------------------- | ---------------------- | ---------------------- | ---------------------- | ---------------------- | ---------------------- | ---------------------- | ---------------------- | ---------------------- | ---------------------- | ---------------------- | ---------------------- |
| Я                                               | Ф                      | М                      | А                      | М                      | И                      | И                      | А                      | С                      | О                      | Н                      | Д                      |
| 27 −3 −9                                        | 20 −3 −10              | 20 3 −4                | 21 16 5                | 34 24 11               | 38 28 16               | 33 31 19               | 30 30 17               | 25 23 11               | 21 14 4                | 29 5 −1                | 31 0 −5                |
| Температура в °C • Сумма осадков в мм Источник: |                        |                        |                        |                        |                        |                        |                        |                        |                        |                        |                        |

Реку пересекает федеральная автодорога Элиста — Волгоград М6. Около трассы на реке имеется небольшое водохранилище.